# Lithocarpus revolutus
Lithocarpus revolutus är en bokväxtart som beskrevs av Sumihiko Hatusima och Engkik Soepadmo. Lithocarpus revolutus ingår i släktet Lithocarpus och familjen bokväxter. Inga underarter finns listade.